# Шевченко (Новокатериновский сельский совет)
Шевченко (укр. Шевченко) — село на Украине, находится в Старобешевском районе Донецкой области. Под контролем самопровозглашённой Донецкой Народной Республики.

## География
В Донецкой области имеется ещё 17 одноимённых населённых пунктов, в том числе ещё одно село Шевченко в Старобешевском районе (Кумачевский сельский совет), 1 село Шевченко в соседнем Тельмановском районе.

#### Соседние населённые пункты по странам света
С: Осыково
СЗ: —
СВ: Петренки, Клёновка, Мережки
З: Шмидта, Прохоровское, Новокатериновка
В: Строитель, Обрезное
ЮЗ: Ленинское, Войково
ЮВ: Бурное
Ю: Колоски 

## Население
Население по переписи 2001 года составляло 188 человек.

## Общие сведения
Код КОАТУУ — 1424584609. Почтовый индекс — 87243. Телефонный код — 6253.

## Адрес местного совета
87240, Донецкая область, Старобешевский р-н, с.Новокатериновка, ул. Ленина